# Romeo & Juliet
Romeo & Juliet är en brittisk-italiensk-amerikansk romantisk dramafilm från 2013. Den bygger på William Shakespeares klassiska tragedi Romeo och Julia. Filmen är regisserad av Carlo Carlei med manus skrivet av Julian Fellowes. I rollerna finns bland andra Douglas Booth, Hailee Steinfeld, Damian Lewis, Natascha McElhone, Ed Westwick, Kodi Smit-McPhee, Christian Cooke, Paul Giamatti och Stellan Skarsgård.
Filmen fick blandade till negativa recensioner. På Rotten Tomatoes har den ett betyg på 25% baserat på 89 recensioner, med ett genomsnittligt betyg på 4,6/10. Kritiker menade att filmen saknade passion och energi. På Metacritic har filmen ett betyg på 41 av 100, vilket indikerar "blandade eller genomsnittliga recensioner".
Filmens musik är komponerad av Abel Korzeniowski, som ersatte den ursprungliga kompositören James Horner. Musiken släpptes av Sony Masterworks den 1 oktober 2013.
Filmen hade premiär i Storbritannien och USA den 11 oktober 2013.

## Handling
I det medeltida Verona råder en bitter fejd mellan de två mäktiga familjerna Montague och Capulet. Efter ett våldsamt slagsmål på stadens torg varnar prinsen båda släkterna: om freden bryts igen kommer det att kosta dem livet.
Den unge Romeo Montague är förälskad i Rosaline, en släkting till Capulet-familjen. För att se henne smyger han in på en maskeradbal hos Capulets tillsammans med sina vänner Benvolio och Mercutio. Där möter han istället Juliet Capulet, och de två blir omedelbart förälskade. Trots att de tillhör rivaliserande familjer kan de inte förneka sina känslor.
Efter balen smyger Romeo till Juliets trädgård, där han hör henne uttrycka sin kärlek till honom. Han klättrar upp till hennes balkong, och de två bestämmer sig för att gifta sig i hemlighet nästa dag. Med hjälp av Friar Laurence och Juliets amma genomförs bröllopet i hopp om att förena de två familjerna.
Men tragedin slår till när Tybalt, Juliets kusin, dödar Mercutio i en duell. I vrede hämnas Romeo genom att döda Tybalt, vilket leder till att han blir förvisad från Verona. Innan han lämnar staden tillbringar han en natt med Juliet.
Under tiden tvingar Juliets far henne att gifta sig med greven Paris. För att undkomma detta söker hon hjälp hos Friar Laurence, som ger henne en dryck som får henne att verka död i 24 timmar. Planen är att Romeo ska hämta henne när hon vaknar, så att de kan fly tillsammans.
Tyvärr når inte Friar Laurences brev Romeo i tid. När han får höra om Juliets "död" köper han gift och återvänder till Verona. Vid Juliets grav möter han Paris, som han dödar i en duell. Romeo tar sedan giftet och dör vid Juliets sida. När Juliet vaknar och finner Romeo död, tar hon sitt liv med hans dolk.
Deras tragiska död försonar slutligen de stridande familjerna, som inser priset för sitt hat.

## Rollista
| Douglas Booth        | – Romeo Montague          |
| Hailee Steinfeld     | – Juliet Capulet          |
| Damian Lewis         | – Lord Capulet            |
| Natascha McElhone    | – Lady Capulet            |
| Ed Westwick          | – Tybalt                  |
| Nathalie Rapti Gomez | – Rosaline Capulet        |
| Lesley Manville      | – Amma                    |
| Tom Wisdom           | – Greve Paris             |
| Tomas Arana          | – Lord Montague           |
| Laura Morante        | – Lady Montague           |
| Kodi Smit-McPhee     | – Benvolio Montague       |
| Christian Cooke      | – Mercutio                |
| Anton Alexander      | – Abraham                 |
| Paul Giamatti        | – Friar Laurence          |
| Stellan Skarsgård    | – Prins Escalus av Verona |
| Leon Vitali          | – Apotekare               |
| Simona Caparrini     | – Kvinnlig gäst           |